# Eloi de Bianya

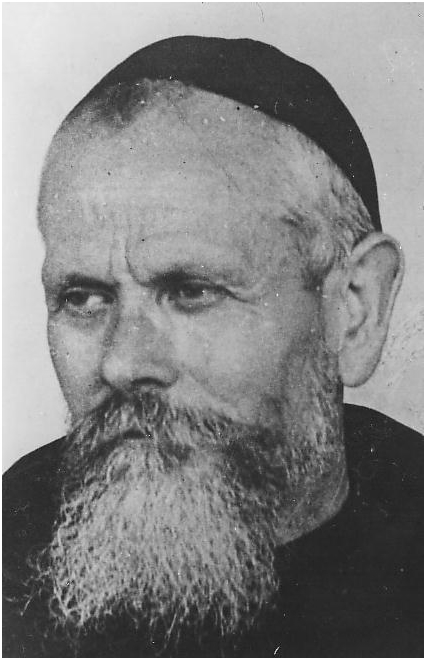
Eloi de Bianya

Eloi de Bianya (Sant Salvador de Bianya, 1875 — Barcelona, 1936) foi o nome religioso do frade capuchinho catalão Joan Ayats Plantalech. Moreu mártir depois de explicar que era frade e é considerado beato pela Igreja católica.
Obreiro da construção no seu pobo, se fez frade o 22 de junho de 1900. Porteiro do convento dos Capuchinhos de Sarrià, quando os frades do convento tinham ido embora, tentou de fugir co'o seu sobrinho e outro frade. Moreu assassinado depois de confessar que era religioso na Estação do Norte de Barcelona, junto a frei Cebrià de Terrassa, limosnero, e os estudantes frei Miquel de Bianya e frei Jordi de Santa Pau.
É considerado mártir pela Igreja Católica e numa ceremônia presidida pelo cardenal Angelo Amato na Catedral de Barcelona foi declarado beato o 21 de novembro de 2015 junto a outros frades capuchinhos como Martí Tarrés i Puigpelat. Tinha fama de santidade já em vida.
Os seus restos, e os doutros nove compaheiros mártires suos, estão debaixo do altar duma capela, numa urna na igreja dos Capuchinhos de Sarrià.